# 雷西亚
雷西亚（義大利語：Resia），是意大利弗留利-威尼斯朱利亚大区乌迪内省的一个市镇。总面积119.19平方公里，人口1126人，人口密度9.4人/平方公里（2009年）。ISTAT代码为030092。